# Tết Trái Cây

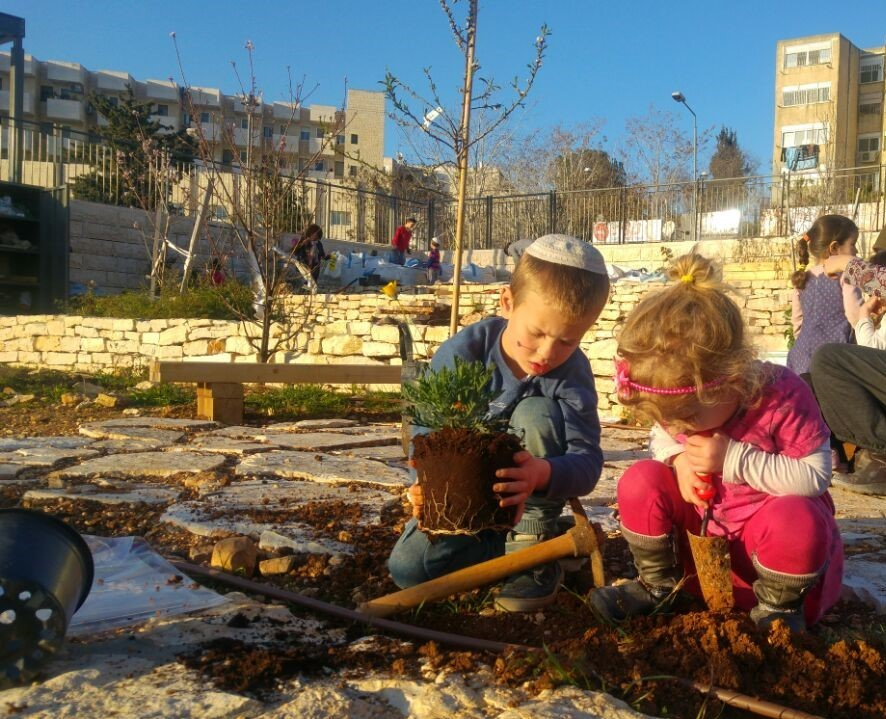
Thiếu nhi trồng cây cối trong ngày Tết Trái Cây

Tết Trái Cây hay Tết Hoa Quả (tiếng Hebrew: ט״ו בשבט; tú bish'vat) là một ngày tết nhỏ của người do thái tổ chức vào ngày 15 của tháng Shevat theo Do Thái lịch (năm 2021, Tết Trái Cây bắt đầu vào lúc hoàng hôn ngày 27 mùng một và kết thúc vào tối ngày 28 tháng giêng). Tết Trái Cây còn được gọi là Rosh Hashanah La'Ilanot trong tiếng Do Thái (tiếng Hebrew: ראש השנה לאילנות), nghĩa đen là Năm mới của cây cối hay Tết cây cối hoặc Tất cây quả. Ở Israel đương đại, người do thái tổ chức ngày tết này để nâng cao ý thức về sinh thái môi trường, và trồng cây cối để kỷ niệm ngày tết này.

## Từ nguyên

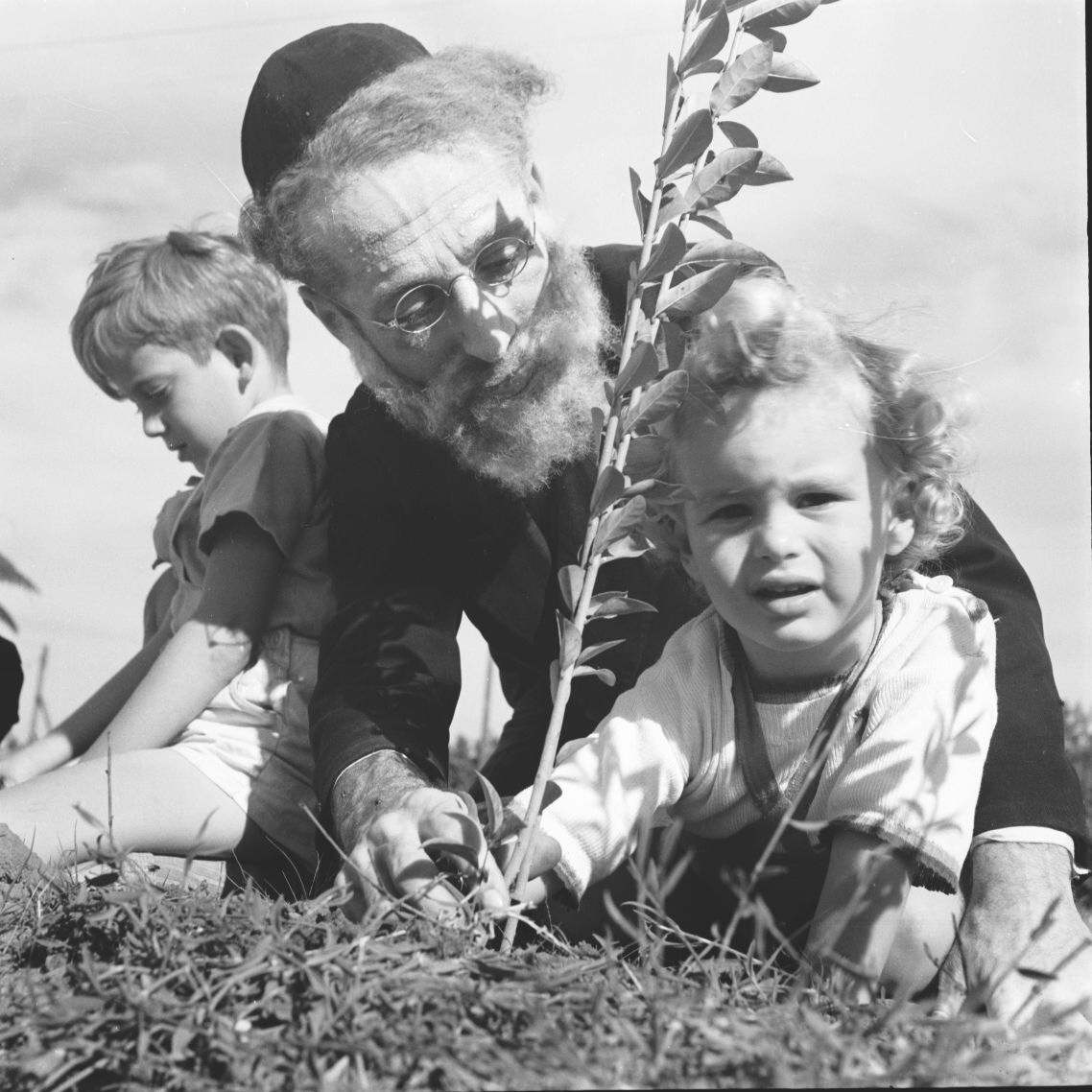
Sư phụ do thái cùng nhi đồng trồng cây trong ngày Tết Trái Cây năm 1945

Tết Trái Cây của người do thái có danh từ Tu BiShvat có nguồn gốc từ ngày lễ trong lịch Do Thái, xảy ra vào ngày 15 tháng Shevat. "Tu" là viết tắt của chữ cái Do Thái Tet và Vav, có giá trị số là 9 và 6, cộng lại là 15.  Ngày cũng được gọi là "Ḥamisha Asar BiShvat" (חמשה-עשר בשבט "Mười Lăm Tháng Shevat").

## Theo kinh kệ Talmud
Tết Trái Cây xuất hiện trong Mishnah là một trong bốn ngày tết trong lịch Do Thái. Trong sách tiền nhân ghi chép về thời điểm tổ chức Tết là một chủ đề được tranh luận giữa các sư phụ Do Thái  
- Ngày đầu tiên tháng Nisan là "ngày tết cho các vua và lễ tết".
- Năm đầu tiên tháng Elul là "ngày tết cho thập phần gia súc"; Tuy nhiên, sư phụ Eleazar và sư phụ Shimon đặt tết này đầu tháng Tishrei.
- Ngày đầu tiên tháng Tishrei là "năm mới trong năm" (tính theo lịch), "năm phát hành" (năm nghỉ phép), hoa thiên lý, trồng trọt, và cho thập phần hoa màu.
- Ngày đầu tiên tháng Shevat là "năm mới cho cây quả" theo trường phái Shammai; trường Hillel, tuy nhiên, đặt ngày tết này vào ngày mười lăm mùng Shevat.

Các sư phụ Do Thái phán quyết ủng hộ Hillel về vấn đề này và ngày 15 mùng Shevat trở thành ngày để tính toán sự bắt đầu của chu kỳ nông nghiệp cho mục đích thập phân được ghi chép trong Kinh thánh.

## Thập phân trong Kinh thánh
- Orlah đề cập đến một điều cấm trong Kinh thánh (Lê-vi Ký 19:23) đối với việc ăn trái cây được tạo ra trong nhất tam năm sau khi cây quả hoa trái được trồng trọt.[6]
- Neta Reva'i đề cập đến điều răn trong Kinh thánh (Lê-vi Ký 19:24) mang cây ăn trái tứ năm đến Giê-ru-sa-lem theo một phần mười.[7]
- Maaser Sheni là phần mười được thu thập ở Jerusalem và Maaser Ani là phần mười được trao cho người nghèo (Phục truyền luật lệ ký 14: 22–29) cũng được tính bằng việc trái cây chín trước hay sau Tết Trái Cây.

Trong số các yêu cầu về talmudic đối với cây ăn quả đã sử dụng trong ngày Tết Trái Cây làm ngày cắt trong Do Thái Lịch để tính tuổi của cây ăn quả, Orlah vẫn giữ nguyên hình thức cho đến ngày nay về cơ bản giống với thời gian trong kinh talmudic. Trong thế giới Do Thái Chính thống, những thực hành này vẫn được tuân thủ trong thời hiện đại là một phần luật Halacha, luật Do Thái. Trái cây hoa quả đã chín trên cây ba tuổi trước ngày Tết Hoa Quả được coi orlah và bị cấm để ăn, trong khi hoa quả cây trái đã chín sau ngày Tết Trái Cây năm thứ ba của cây được cho phép xơi. Tết Trái Cây là ngày điểm mốc để xác định năm phần mười thuộc về năm nào.
Tết Trái Cây được tổ chức vào ngày thứ 15 mùng Shevat theo lịch Do Thái và bắt đầu một chuỗi ba tháng (trong những năm không có năm nhuận) những ngày Tết Trái Cây xảy ra vào những ngày trăng tròn giữa tháng mà đỉnh điểm là Lễ Vượt Qua.

## Phong tục Kabbalah và Hasidic
Vào thời Trung cổ, Tết Trái Cây được tổ chức bằng một bữa tiệc có nhiều trái cây hoa quả phù hợp với mô tả kinh Mishnaic về ngày Tết này thuộc "Năm mới". Vào thế kỷ 16, sư phụ Yitzchak Luria miền Safed và các đệ tử của ông đã chế tạo ra một chiếc dĩa được thiết kế cho Tết Trái Cây, trong đó trái cây và cây cối của vùng đất Israel được mang ý nghĩa tượng trưng. Ý niệm chính là ăn mười loại trái cây cụ thể và uống bốn chén rượu theo thứ tự cụ thể trong khi niệm kinh phước lành thích hợp sẽ đưa con người và thế giới đến gần hơn với sự hoàn thiện về tâm linh.
Trong cộng đồng Hasidic, một số người Do Thái ngâm kẹo etrog (thanh yên) từ Sukkot và ăn những cục kẹo ấy trong ngày Tết Trái Cây kèm theo tụng kinh cầu nguyện.

## Phong tục hiện đại
Tết Trái Cây là ngày trồng cây ở Israel, và thường được gọi bằng cái tên đó trên các phương tiện truyền thông quốc tế. Tết Trái Cây kêu gọi ý thức bảo vệ môi trường và sinh thái ở Israel và cộng đồng đã thông qua ngày lễ này cho các chương trình nâng cao nhận thức về sinh thái. Trong khu vực kibbutzim ở Israel, Tết Trái Cây được tổ chức như một ngày lễ nông nghiệp.
Vào ngày Tết Trái Cây năm 1890, sư phụ Ze'ev Yavetz, một trong những người sáng lập phong trào Mizrachi  đã đưa các học trò của mình đến trồng cây tại thuộc địa nông nghiệp vùng Zichron Yaakov. Phong tục này được thông qua vào năm 1908 bởi Liên minh sư phụ Do Thái và Quỹ Quốc gia Do Thái (Keren Kayemet LeYisrael), được thành lập vào năm 1901 để giám sát việc cải tạo đất và trồng rừng canh tác khai hoá đất Israel. Vào đầu thế kỷ 20, Quỹ Quốc gia Do Thái đã dành ngày công để trồng cây bạch đàn nhằm ngăn chặn bệnh dịch sốt rét ở Thung lũng Hula; ngày nay Quỹ lên lịch cho các sự kiện trồng cây lớn trong các khu rừng lớn vào mỗi dịp tết trái cây. Hơn một triệu người Israel tham gia vào các hoạt động trồng cây trong ngày Tết Trái Cây tài trợ bởi Quỹ Quốc gia Do Thái.
Tết Trái Cây mang tư tưởng hồi sinh hệ sinh thái thiên nhiên, nhiều cơ sở giáo dục lớn của Israel đã chọn ngày này để khánh thành. Ngày khánh thành Đại học Hebrew ở Jerusalem diễn ra vào lễ Tết Trái Cây 1918; Technion ở Haifa trong ngày Tết Trái Cây 1925; và quốc hội Israel vào ngày Tết Trái Cây 1949.
Ở cộng đồng người hải ngoại, đặc biệt là ở Bắc Mỹ vào những năm 1980, Tết Trái Cây được coi là "Ngày Trái đất" của người Do Thái - với các cộng đồng đương đại tổ chức các hoạt động liên quan đến môi trường sinh thái và thế giới tự nhiên.